# Schnittstellentest
Schnittstellentest bezeichnet in der  elektronischen Datenverarbeitung (EDV) die Überprüfung einer korrekten Installation zuvor noch getrennter Einheiten, oder die Neuprüfung nach einer Inbetriebnahme, wie die Prüfung des Austauschs zwischen verschiedenen Programmen. Hierbei werden die Daten zwischen den (Software-)Komponenten überprüft, mögliche Fehler lassen auf einen Mangel schließen.
Ein weiterer Punkt eines Schnittstellentests ist die Überprüfung der Grenzwerte. Damit sollen Korrelationsfehler und Pufferüberlauf verhindert werden. Getestet wird, ob die Datengrößen möglicherweise nicht kompatibel sind, oder ob der Wert der Komponente „A“ größer ist als die Initialisierungsdatengröße einer anderen Komponente, die dadurch diesen zu großen Wert nicht verarbeiten kann; hierdurch kann es zu verschiedenen Fehlerbildern kommen. Hierbei kann es entweder in einem einfachen Falle zu einer Fehlermeldung, einer mit einem Fehlercode bezeichneten kategorisierten Meldung kommen, oder bei älteren Systemen zu falschen Berechnungen. Ein Ausfall einer einzelnen Komponente könnte ebenso das gesamte System zum Absturz bringen.
Daher sind Schnittstellentests unbedingt notwendig und sollten bei keiner Funktionsüberprüfung, keinem Systemtest oder Integrationstest fehlen. Bei neueren Systemen werden diese automatisch durchgeführt, und es kommt bei einem Fehler zur Ausgabe eines Fehlercodes, bei einer Internetanbindung wird diese Fehlermeldung automatisch zur Bearbeitung weitergeleitet. In Firmen mit eigener Computerabteilung wird dieser Fehler dem zuständigen Admin gemeldet.